# Spillekort
Det almindeligste sæt spillekort i Nordeuropa, Nordamerika, Afrika og Asien er det franske sæt. Det består af 52 blade opdelt i fire kulører på hver 13 kort: spar, hjerter, klør og ruder. I det franske sæt er hver af de 13 kort nummereret som es, 2-10, knægt (undertiden "bonde"), dame og konge. Pakker med det franske sæt er desuden som regel forsynet med 3-4 jokere.
Der findes fire andre sæt af traditionelle vestlige spillekort: det italienske på 52 blade, det spanske på 48 blade, det tyske på 36 blade og det schweiziske på 48 blade. Det mest udbredte af disse sæt er det spanske, der - ud over at anvendes i Spanien - også anvendes mange steder i Latinamerika. I Tyskland anvendes det tyske sæt kun i Sydtyskland, mens nordtyskerne bruger det franske sæt. I alle lande bruger man det franske sæt til de internationale kortspil bridge og poker.
Kulørerne i de forskellige sæt er (oversat):
- Fransk: spar, klør, hjerter, ruder
- Italiensk: sværd, stave, bægre og mønter
- Spansk: sværd, køller, bægre og mønter
- Tysk: agern, blade, hjerter og klokker
- Schweizisk: agern, skjolde, blomster og klokker

I middelaldersamfundet repræsenterede de fire kulører de fire stænder. Sværdet (spar) for adelen, alterkalken (hjerter) for gejstligheden, mønten (ruder) for købmændene og hyrdestaven (klør) for bønderne. Dette system er bedst bevaret i de italienske og spanske sæt, der er de ældste.
En myte om billedkortene fortæller, at de viser personer, der blev betragtet som helte i Middelalderen, den tid hvor kortspillet blev skabt. Personerne er følgende:
- {\displaystyle \heartsuit \;}Hjerter:
  - Karl (Karl den Store),
  - Judith (bibelsk heltinde)
  - og Lahire (én af Jeanne d'Arcs følgesvende),
- {\displaystyle \diamondsuit \;}Ruder:
  - Cæsar (Julius Cæsar),
  - Rachel (bibelsk heltinde)
  - og Hektor, (Hektor var en trojansk helt)
- {\displaystyle \spadesuit \;}Spar:
  - David (konge af Judæa),
  - Athene (Athene var græsk gudinde)
  - og Holger Danske (Holger Danske var én af Karls tolv riddere),
- {\displaystyle \clubsuit \;}Klør:
  - Alexander (Alexander den Store),
  - Argine, (anagram for regina = "dronning"))
  - og Lancelot, (Lancelot var én af kong Arthurs riddere).

## Skat på spillekort
I Danmark blev der i 1660 indført stempelafgift på spillekort. Frem til 1847 var der forbud mod indførelse af spillekort og en grosserer Holmblad havde eneret på fremstilling.. Den danske stat havde frem til afskaffelsen i 1990 en årlig indtægt på to millioner kroner på spillekort..

## Tarotkort
Tarotkort er et sæt på 78 kort, der er beslægtet med de øvrige vestlige spillekort, men adskiller sig ved at have en særlig, permanent trumffarve på 21 kort kaldet tarotter. I Danmark bruges tarotkort til at spille dansk tarok. Tarotkort anvends både til at spille forskellige varianter af tarot (tarok) og til at spå.